# Tipula (Sinotipula) trilobata
Tipula (Sinotipula) trilobata is een tweevleugelige uit de familie langpootmuggen (Tipulidae). De soort komt voor in het Oriëntaals gebied.